# کوشو، یاماناشی
کوشو در استان یاماناشی در کشور ژاپن واقع شده‌است که دارای جمعیت ۳۵٬۰۷۲ نفر و مساحت ۲۶۴٫۰۱ کیلومتر مربع با تراکم جمعیت ۱۳۳ نفر در کیلومترمربع است و در تاریخ ۱ نوامبر ۲۰۰۵ به عنوان شهر شناخته شد.